# Ново село (дем Лъгадина)
Вижте пояснителната страница за други значения на Ново село.
Ново село или Еникьой (на гръцки: Κριθιά, Крития, до 1927 година Γενή Κιόι, Йени Кьой) е село в Гърция, дем Лъгадина, област Централна Македония с 1380 жители (2001).

## География
Селото е разположено в северозападната част на Лъгадинското поле, северно от Солун.

## История

### В Османската империя
В края на XIX век Ново село е село в Лъгадинска каза на Османската империя. В „Етнография на вилаетите Адрианопол, Монастир и Салоника“, издадена в Константинопол в 1878 година и отразяваща статистиката на населението от 1873 година, Ново село (Novo-Selo) е посочено като село с 36 домакинства и 164 жители българи.
По данни на секретаря на Българската екзархия Димитър Мишев („La Macédoine et sa Population Chrétienne“) в 1905 година в Йени кьой (Yeni-Keuy) има 120 жители българи патриаршисти гъркомани и в селото функционира гръцко училище.

### В Гърция
След Междусъюзническата война в 1913 година селото остава в Гърция. През 1922 година в него са заселени бежанци от източнотракийското село Крития. През 1926 година името на селото е сменено на Крития, но официално е променено в регистрите в 1927 година. През този период селото е част от община Гювезна, но след продължителни конфликти за земя през 1930 година става самостоятелна община.
| Име    | Име     | Ново име | Ново име | Описание                                   |
| ------ | ------- | -------- | -------- | ------------------------------------------ |
| Оморлу | Ομορλοϋ | Рема     | Ρέμα     | река на С от Ново село, ляв прито на Галик |